# Lasiocercis limbolaria
Lasiocercis limbolaria är en skalbaggsart som först beskrevs av Leon Fairmaire 1894.  Lasiocercis limbolaria ingår i släktet Lasiocercis och familjen långhorningar.
Artens utbredningsområde är Madagaskar. Inga underarter finns listade i Catalogue of Life.